# Xenorhabdus
Xenorhabdus is een geslacht van bioluminescente, gramnegatieve, staafvormige bacteriën (rhabdus), die in symbiose leven binnenin entomopathogene rondwormen.

## Levenscyclus
1. In de rondworm zitten de Xenorhabdus-bacteriën in een reservoir in een gespecialiseerd gebied van het spijsverteringskanaal.
2. Wanneer een infectieuze larve een geschikte gastheer tegenkomt wordt de dikke cuticula afgestoten, zwelt de kop op, opent zijn mond en zet het spijsverteringskanaal uit.[2] De infectieuze larven dringen de lichaamsholte van de insectenlarve of het insect binnen, meestal via natuurlijke lichaamsopeningen (mond, anus, ademopeningen) of via gebieden met een dunne cuticula met een aan de wangkant zittende 'tand'-achtige structuur.
3. De bacteriën worden uitgespuugd in het spijsverteringskanaal en vermenigvuldigen zich daarna alleen in de lichaamsvloeistof (hemolymfe). Ze overwinnen het afweersysteem van het insect, zoals de Toll-like receptoren en tal van virulentiefactoren worden geproduceerd, zoals hemolysine en cytotoxine. Ze nemen deel aan het onderdrukken van de immuniteit van het insect en het doden van de gastheer. De infectieuze larven spugen ook een complexe cocktail van eiwitten uit. De gastheer wordt meestal binnen 24 - 48 uur gedood. Pas later koloniseren ze alle andere insectenweefsels.
4. De bacteriën vermenigvuldigen zich snel in de dode gastheer en produceren verschillende antimicrobiële stoffen, die de groei van antagonistische micro-organismen onderdrukken. De bacteriën scheiden ook een reeks enzymen uit, die de afbraak van de weefsels stimuleren. De rondwormen voeden zich vervolgens met de bacteriën. De infectieuze larven ontwikkelen tot zelfbevruchtende (hermafrodiet) rondwormen, die op hun beurt eieren leggen die zich ontwikkelen tot hermafrodieten, vrouwtjes of mannetjes. Wanneer het leggen van eieren stopt, ontwikkelen rondwormen zich in de lichaamsholte van de moeder door een proces dat endotokia matricida (moedermoord) wordt genoemd met een latere generatie die twee geslachten produceert. In de dode gastheer vinden twee tot drie generaties rondwormen plaats.
5. Wanneer er veel rondwormen aanwezig zijn en voedingsstoffen beginnen op te raken, worden in de dode gastheer infectieuze larven met Xenorhabdus-bacteriën gevormd, die in de grond op zoek gaan naar nieuwe gastheren. Zo gebruikt Xenorhabdus de rondworm als voertuig voor de overdracht naar nieuwe gastheren.

## Biologisch bestrijdingsmiddel
Het mutualisme tussen Xenorhabdus en Steinernema vertegenwoordigt een insecticidecomplex, dat gebruikt kan worden tegen een groot aantal insectenplagen. Het mutualisme wordt gebruikt bij de biologische bestrijding en is zeer effictief tegen insecten zoals de florida-uil (Lepidoptera), fruitmot (Lepidoptera), Leptinotarsa decemlineata (Coleoptera), langpootmuggen (Diptera).
De bacteriën dringen de darm van de Aziatische maïsboorder binnen, een insectenplaag van maïs in Oost Azië, en doden deze rupsen binnen 48 uur.
Xenorhabdus nematofila is in Steinernema carpocapse en Steinernema feltiae de meest gebruikte soort bij de biologische bestrijding.
De pathogeniteit van het mutualisme is "soortspecifiek", wat betekent dat het mutualisme alleen actief kan zijn tegen een specifiek scala aan insecten.
Steinernema-Xenorhabdus wordt verkocht als biologische bestrijdingsmiddel door particuliere bedrijven, zoals Biobest, SUMI AGRO en Biosafe.

## Antibioticum
Bij een studie uitgevoerd door Furgani G. & Al blijkt dat de door Xenorhabdus geproduceerde antibiotica om het insectenkadaver te beschermen tegen andere bacteriën kunnen worden gebruikt om mastitis te bestrijden. Xenorhabdus budapestensis, Xenorhabdus szentirmaii en Xenorhabdus nematophilus blijken effectief te zijn tegen pathogene bacteriën zoals Staphylococcus aureus en Escherichia coli.

## Soorten
- Xenorhabdus beddingii
- Xenorhabdus bovienii
- Xenorhabdus budapestensis
- Xenorhabdus cabanillasii
- Xenorhabdus doucetiae
- Xenorhabdus eapokensis[4]
- Xenorhabdus ehlersii
- Xenorhabdus griffiniae
- Xenorhabdus hominickii
- Xenorhabdus indica
- Xenorhabdus innexi
- Xenorhabdus ishibashii
- Xenorhabdus japonica
- Xenorhabdus khoisanae
- Xenorhabdus koppenhoeferi
- Xenorhabdus kozodoii
- Xenorhabdus magdalenensis
- Xenorhabdus mauleonii
- Xenorhabdus miraniensis
- Xenorhabdus nematophilus
- Xenorhabdus poinarii
- Xenorhabdus romanii
- Xenorhabdus stockiae
- Xenorhabdus szentirmaii
- Xenorhabdus thuongxuanensis[4]
- Xenorhabdus vietnamensis